# Feledi Boriska
Feledi Boriska, születési nevén Fischer Regina (Fönlak, 1875. augusztus 1. – Budapest, 1970. július 30.) színésznő, operettprimadonna.

## Életútja
Fischer Ignác és Friedenstein Netti (1833–1903) gyermekeként született zsidó családban. 1895-ben végezte el Rákosi Szidi színésziskoláját, azután 1896. október 1-jén Halmay Imre színigazgatónál kezdte a pályáját Aradon. 1902-ben Janovics Jenőnél működött, ugyanezen év április 6-án vendégszerepelt a Népszínházban, a San Toy című operettben. 1904-ben Nagyváradon, 1908-ban Miskolcon volt szerződésben, azontúl szintén a vidék elsőrendű színpadjain működött. Fellépett még Pécsett, Szegeden, Pozsonyban és Szabadkán mint operettprimadonna. A 20. század elején Fiumében és Szarajevóban is játszott. Szerepelt a Városligeti és a Budai Színkörben, a Magyar Színházban és a Várszínházban is. 1928. február 1-jén nyugalomba vonult. A Jászai Mari Színészotthon lakója volt.

## Fontosabb szerepei
- Hervé: Lili – Amelie
- ifj. Johann Strauss: A denevér – Adél
- Lehár Ferenc: A víg özvegy – Glavari Hanna
- Huszka Jenő: Gül Baba – Gábor diák
- Huszka Jenő: Bob herceg – Bob herceg
- Kacsóh Pongrác: János vitéz – János vitéz
- Lehár Ferenc: Luxemburg grófja – Angèle Didier